# Омелько, Рафал
Рафал Конрад Омелько (пол. Rafał Konrad Omelko; род. 16 января 1989, Вроцлав) — польский легкоатлет, специализирующийся в беге на 400 метров. Чемпион мира в помещении (2018), чемпион Европы в помещении (2017) в эстафете 4×400 метров, пятикратный призёр чемпионатов Европы в эстафете и беге на 400 метров. Экс-рекордсмен мира в эстафете 4×400 метров в помещении (2018). Шестикратный чемпион Польши. Участник летних Олимпийских игр 2016 года.

## Биография
Вырос в пригороде Вроцлава, небольшом городке Кшижановице. С детства вёл активный образ жизни, участвовал в различных спортивных мероприятиях. Пробовал свои силы в спортивном ориентировании, кроссе, горном беге. Однако всё это было ради удовольствия, Рафал не занимался регулярно никаким видом спорта. Первый тренер и, соответственно, системный подход, появились у него только к окончанию школы.
При поступлении в Академию физической культуры во Вроцлаве его заметил Марек Рожей, который и стал новым наставником Рафала. Первой специализацией Омелько стал бег с барьерами, где он был победителем юниорского первенства Польши. Его даже называли возможным преемником Марека Плавго (призёр чемпионата мира из Польши), но дальше разговоров дело не пошло. После фиаско на чемпионате Европы 2010 года (выбыл в предварительных забегах) и из-за череды травмы Рафал сосредоточился на гладких 400 метрах.
В составе сборной Польши участвовал во всех крупнейших турнирах. В 2013 году на зимнем чемпионате Европы впервые был участником эстафеты на взрослом уровне. Поляки финишировали третьими, однако Омелько на своём этапе толкнул британца Ричарда Бака, из-за чего судьи дисквалифицировали всю команду.
Был в составе четвёрки, завоевавшей серебро чемпионатов Европы 2014 и 2016 годов.
На чемпионате Европы в помещении 2015 года выиграл 2 медали. В личном виде финишировал третьим с личным рекордом 46,26, а в эстафете выиграл серебро, став соавтором рекорда Польши (3.02,97).
В личном виде становился финалистом чемпионата Европы—2016 и полуфиналистом Олимпийских игр в Рио-де-Жанейро. В составе эстафетного квартета занял в Бразилии 7-е место.
Завоевал две медали на чемпионате Европы в помещении 2017 года: в беге на 400 метров стал вторым после Павла Маслака (46,08, личный рекорд), а в эстафете — чемпионом континента (бежал на заключительном этапе).
На чемпионате мира 2017 года дошёл до полуфинала в индивидуальном беге и занял седьмое место в эстафете 4×400 метров в составе сборной Польши. Выиграл бронзовую медаль Универсиады на дистанции 400 метров.
В марте 2018 года в составе сборной Польши установил новый мировой рекорд в эстафете 4×400 метров. Вместе с Каролем Залевским, Лукашем Кравчуком и Якубом Кшевиной они опередили сборную США в финале чемпионата мира в помещении, выиграв золотые медали и улучшив прежний рекорд на 0,36 секунды — 3.01,77. Достижение польского квартета было побито уже через неделю на студенческом чемпионате США командой Техасского университета A&M, пробежавших дистанцию за 3.01,39.

## Основные результаты
| Год  | Турнир                          | Место проведения          | Дисциплина               | Место       | Результат |
| ---- | ------------------------------- | ------------------------- | ------------------------ | ----------- | --------- |
| 2008 | Чемпионат мира среди юниоров    | Быдгощ, Польша            | эстафета 4×400 м         | 5-е         | 3.08,65   |
| 2010 | Командный чемпионат Европы      | Берген, Норвегия          | 400 м с/б                | 9-е         | 52,70     |
| 2010 | Чемпионат Европы                | Барселона, Испания        | 400 м с/б                | 24-е (заб.) | 52,54     |
| 2011 | Чемпионат Европы среди молодёжи | Острава, Чехия            | эстафета 4×400 м         | 2-е (заб.)  | 3.05,96   |
| 2013 | Чемпионат Европы в помещении    | Гётеборг, Швеция          | эстафета 4×400 м         | —           | DQ        |
| 2013 | Командный чемпионат Европы      | Гейтсхед, Великобритания  | эстафета 4×400 м         | 3-е         | 3.06,18   |
| 2013 | Универсиада                     | Казань, Россия            | 400 м                    | 4-е         | 45,69     |
| 2013 | Чемпионат мира                  | Москва, Россия            | эстафета 4×400 м         | 7-е (заб.)  | 3.01,73   |
| 2014 | Чемпионат мира в помещении      | Сопот, Польша             | 400 м                    | 9-е (1/2)   | 46,94     |
| 2014 | Чемпионат мира в помещении      | Сопот, Польша             | эстафета 4×400 м         | 4-е         | 3.04,39   |
| 2014 | Чемпионат мира по эстафетам     | Нассау, Багамские Острова | эстафета 4×400 м         | 19-е (заб.) | 3.05,16   |
| 2014 | Командный чемпионат Европы      | Брауншвейг, Германия      | 400 м                    | 4-е         | 46,21     |
| 2014 | Командный чемпионат Европы      | Брауншвейг, Германия      | эстафета 4×400 м         | 5-е         | 3.03,93   |
| 2014 | Чемпионат Европы                | Цюрих, Швейцария          | 400 м                    | 20-е (1/2)  | 46,69     |
| 2014 | Чемпионат Европы                | Цюрих, Швейцария          | эстафета 4×400 м         | 2-е         | 2.59,85   |
| 2015 | Чемпионат Европы в помещении    | Прага, Чехия              | 400 м                    | 3-е         | 46,26     |
| 2015 | Чемпионат Европы в помещении    | Прага, Чехия              | эстафета 4×400 м         | 2-е         | 3.02,97   |
| 2015 | Чемпионат мира по эстафетам     | Нассау, Багамские Острова | эстафета 4×400 м         | 9-е         | 3.03,23   |
| 2015 | Командный чемпионат Европы      | Чебоксары, Россия         | эстафета 4×400 м         | 3-е         | 3.01,24   |
| 2015 | Универсиада                     | Кванджу, Южная Корея      | 400 м                    | 13-е (1/2)  | 46,62     |
| 2015 | Универсиада                     | Кванджу, Южная Корея      | эстафета 4×400 м         | 3-е         | 3.07,77   |
| 2015 | Чемпионат мира                  | Пекин, Китай              | эстафета 4×400 м         | 11-е (заб.) | 3.00,72   |
| 2016 | Чемпионат Европы                | Амстердам, Нидерланды     | 400 м                    | 6-е         | 45,67     |
| 2016 | Чемпионат Европы                | Амстердам, Нидерланды     | эстафета 4×400 м         | 2-е         | 3.01,18   |
| 2016 | Олимпийские игры                | Рио-де-Жанейро, Бразилия  | 400 м                    | 19-е (1/2)  | 45,28     |
| 2016 | Олимпийские игры                | Рио-де-Жанейро, Бразилия  | эстафета 4×400 м         | 7-е         | 3.00,50   |
| 2017 | Чемпионат Европы в помещении    | Белград, Сербия           | 400 м                    | 2-е         | 46,08     |
| 2017 | Чемпионат Европы в помещении    | Белград, Сербия           | эстафета 4×400 м         | 1-е         | 3.06,99   |
| 2017 | Чемпионат мира по эстафетам     | Нассау, Багамские Острова | эстафета 4×200 м         | 9-е (заб.)  | 1.24,78   |
| 2017 | Чемпионат мира по эстафетам     | Нассау, Багамские Острова | эстафета 4×400 м         | 11-е        | 3.07,89   |
| 2017 | Чемпионат мира по эстафетам     | Нассау, Багамские Острова | эстафета 4×400 м (смеш.) | 4-е         | 3.22,26   |
| 2017 | Командный чемпионат Европы      | Лилль, Франция            | 400 м                    | 2-е         | 45,53     |
| 2017 | Командный чемпионат Европы      | Лилль, Франция            | эстафета 4×400 м         | 4-е         | 3.03,86   |
| 2017 | Чемпионат мира                  | Лондон, Великобритания    | 400 м                    | 18-е (1/2)  | 45,37     |
| 2017 | Чемпионат мира                  | Лондон, Великобритания    | эстафета 4×400 м         | 7-е         | 3.01,59   |
| 2017 | Универсиада                     | Тайбэй, Китайский Тайбэй  | 400 м                    | 3-е         | 45,56     |
| 2017 | Универсиада                     | Тайбэй, Китайский Тайбэй  | эстафета 4×400 м         | — (заб.)    | DNF       |
| 2018 | Чемпионат мира в помещении      | Бирмингем, Великобритания | 400 м                    | 8-е (1/2)   | 46,39     |
| 2018 | Чемпионат мира в помещении      | Бирмингем, Великобритания | эстафета 4×400 м         | 1-е         | 3.01,77   |